# 奕紀 (清朝宗室)
宗室，已革镇国将军奕紀（穆麟德轉寫：uksun i gi，1797年—1863年），愛新覺羅氏，滿洲镶红旗人，清朝政治人物、清朝禮部尚書。

## 生平
嘉庆二十一年，封二等辅国将军，授头等侍卫。道光十三年(1833)，正白旗满洲副都统。道光十五年，晋二等镇国将军。二十年，緣事革退。有五子載䥵、載曉、載鏗、載肅、貝勒載治。
曾任理藩院尚書。道光十七年五月戊寅，接替貴慶，擔任清朝禮部尚書，後改戶部尚書。由成格接任。

## 家庭
- 祖父成哲親王永瑆（乾隆帝第十一子，母淑嘉皇貴妃金氏）。嫡福晉富察氏（父一等忠勇公傅恆）。
- 父貝勒綿懿。嫡妻富察氏（父鑲黃旗滿洲、山西巡撫明興，祖父正黃旗蒙古都統廣成），繼妻佟佳氏（祖父鑲黃旗滿洲、雍正癸丑科進士介福）。
- 兄弟：貝子奕緒、已革二等輔國將軍奕經。
- 妻費莫氏；其父鑲紅旗滿洲、頭等侍衛寧怡，祖父恪敏公永保，胞兄道光二年(1822)壬午科進士文端公文慶。
- 子宗室載䥵。孙度支部尚書宗室溥頲；其妻他塔拉氏（父正藍旗滿洲靈浚，祖父道光癸巳科進士毓科，曾祖嘉慶辛酉科進士秀堃），佟佳氏（父镶黄旗满洲、同治五年署西安将军穆隆阿；胞姊佟佳氏嫁陝西鳳翔府知府宗室德祜（辛亥时殉难），其祖父两广总督耆英）。
- 子宗室載曉。
- 子道光二十七年（1847年）丁未科進士宗室載鏗。孙光緒丁庚辰進士宗室溥兌。
- 子道光庚戌科進士宗室載肅（字秋濤），盛京工部侍郎。妻薩爾圖克氏（父正白旗蒙古、一等威勇公桂輪，祖父一等威勇公長齡；祖母高佳氏，其父镶黄旗满洲素納，祖父廣平，曾祖文华殿大学士文端公高晉，高晋之胞姊高佳氏系正蓝旗汉军胡氏吉惠之高祖母，吉惠与宗室載肅系道光三十年（1850年）庚戌科进士同年；胞姊薩爾圖克氏，继配嫁正蓝旗宗室載崇，即光緒六年（1880年）庚辰科进士宗室溥良之父）。孙御史宗室溥松。
- 子恭勤貝勒載治。孙貝子溥倫。
- 女爱新觉罗氏，嫁正白旗蒙古、一等子博爾濟吉特氏敬昌（父道光癸巳科進士博迪蘇）。